# Stachys inanis
Stachys inanis là một loài thực vật có hoa trong họ Hoa môi. Loài này được Hausskn. & Bornm. miêu tả khoa học đầu tiên năm 1925.